# كأس كرواتيا 2017–18
كأس كرواتيا 2017–18 (بالكرواتية: Hrvatski nogometni kup 2017./18.)‏ هو الموسم 27 من كأس كرواتيا. أقيم خلال الفترة 23 أغسطس 2017 وحتى 23 مايو 2018، وأشرف على تنظيمه اتحاد كرواتيا لكرة القدم، وكان عدد الأندية المشاركة فيه 48، وفاز فيه نادي دينامو زغرب.